# Holopogon nigripennis
Holopogon nigripennis är en tvåvingeart som först beskrevs av Johann Wilhelm Meigen 1820.  Holopogon nigripennis ingår i släktet Holopogon och familjen rovflugor. Inga underarter finns listade i Catalogue of Life.